# غالبي
غالبي ((الكورية: 갈비)) (갈비)، غالبي-غيو ((الكورية: 갈비구이))، أو الأضلاع المشوية هو نوع من الأطباق المشوية في المطبخ الكوري. يتم تقديم الغالبي نيئا، ثم يتم طهيه على شوايات الطاولة عادة من قبل الزبائن أنفسهم. ويمكن أن ينقع الطبق في صلصة حلوة ومالحة تحتوي عادة على صلصة الصويا والثوم والسكر. وكلاهما سواء كان اللحم غير المتبل أومتبل يظهران في الشواء الكوري.
وتعني كلمة «غالبي» الكورية «الضلع»، وعادة ما يتكون الطبق مع ضلوع قصيرة من لحم البقر. وعندما يتم استخدام لحم الخنزير المسماة بضلوع رقيقة أو لحوم أخرى يدعى الطبق وفقا لذلك.

## التحضير

### القطع والصلصات

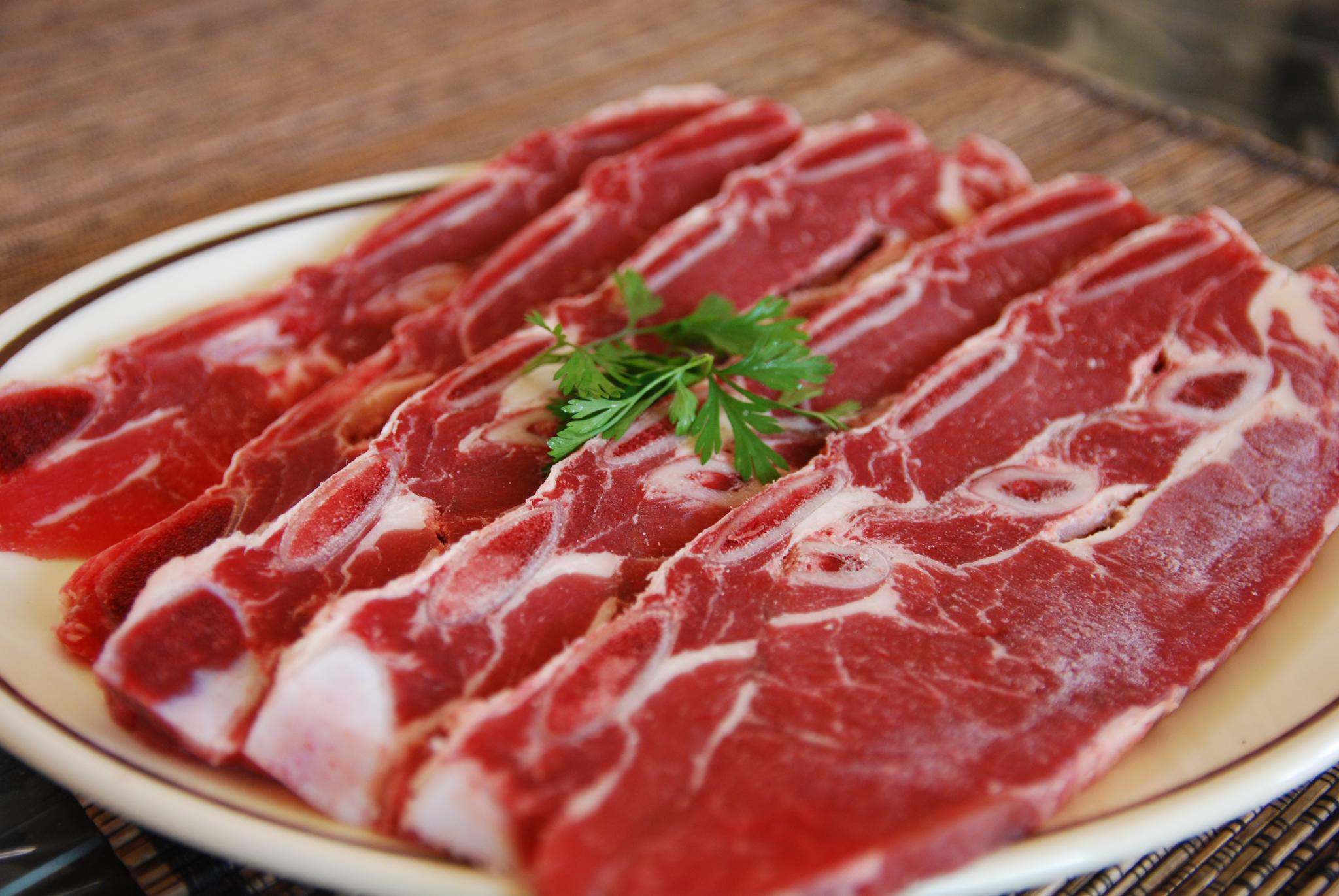
لوس أنجلوس غالبي

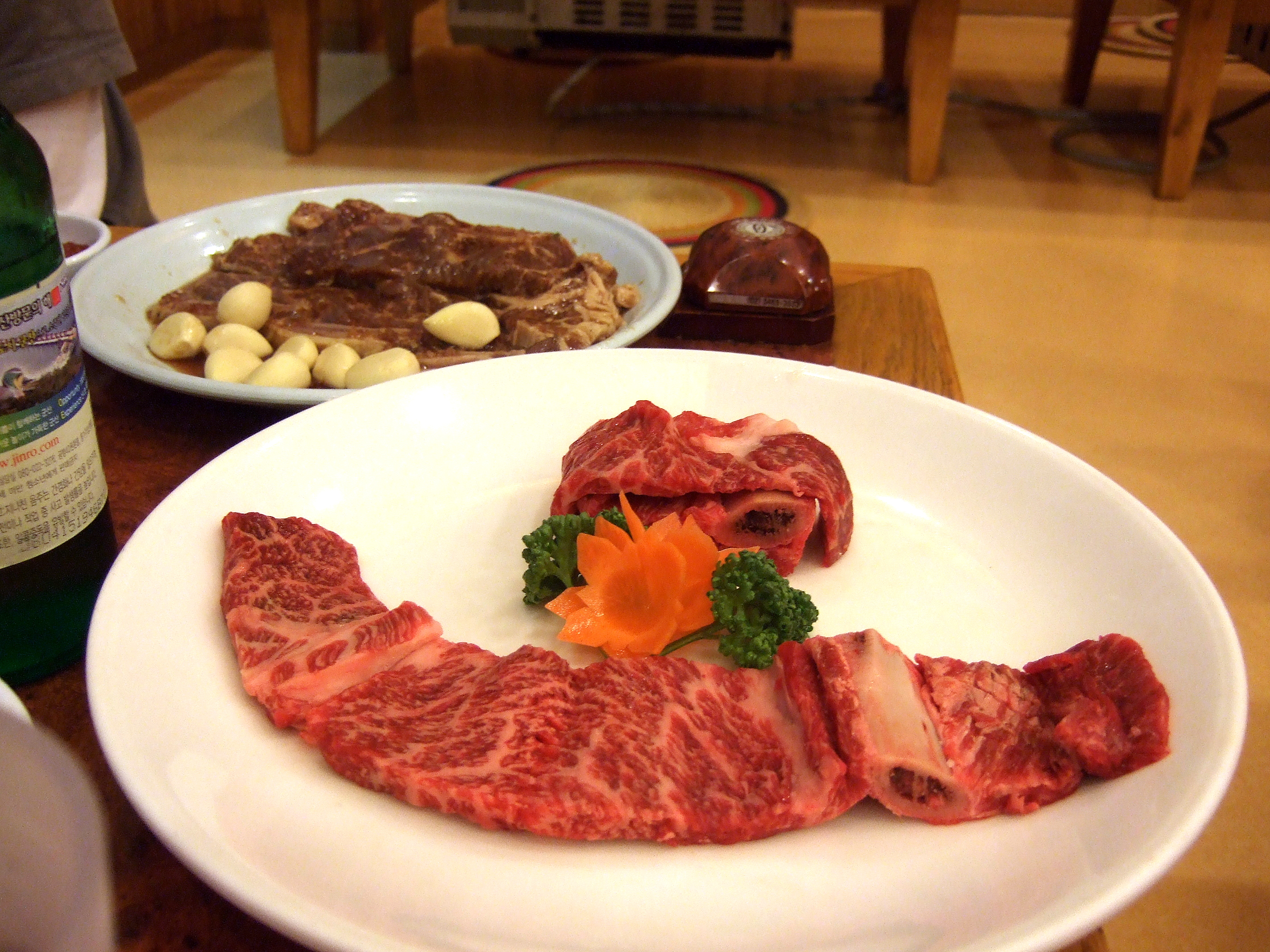
ساينغ-غالبي الغير المتبل ويانغ نياوم-غالبي المتبل هانوو (الأبقار الكورية الأصلية)

تقليديا، يتم تقطيع الغالبي على نحو سلس لكشف العظم على طول الحافة القصيرة مع اللحم بشكل موحد لجعل الشرائح في طبقات مسطحة. تم تطوير هذه الطريقة من قبل المهاجرين الكوريين في لوس أنجلوس لاستيعاب قطع اللحم بدون عظم التي يفضلها الجزارون الأمريكيون.
- يسمى الكالبي غير المتبل (Saeng-galbi (생갈비 ؛ «الأضلاع طازجة».
- الكالبي المتبل باسم (yangnyeom-galbi (양념 갈비 ؛ «الأضلع المتبلة».

غالبًا ما يتم تقديم لحم أضلاع الخنزير الطازج منقعا، في حين أن أضلع لحم الخنزير المتبلة المصنوع من خنزير جيجو الأسود تحظى بشعبية كبيرة في جزيرة جيجو. ولأن أضلاع لحم الخنزير أصغر، فإن دويجي غالبي المتبل غالباً ما يتكون من أضلاع لحم الخنزير الممزوجة مع لحوم الكتف.

### اللحم البقري
تعد قطع اللحم البقري الناعم أو العجل القطع المفضلة في شواء الغالبي. وعند شوائه بشكل صحيح، يجب أن تصبح القطع بني داكنة محمر مع مذاق حلو مدخن. تسهل سقوط اللحم من العظم.
عادةً ما تشتمل التتبيلة الخاصة «بأضلاع اللحم البقري المشوي» على صلصة الصويا والسكر والثوم المفروم والبصل الأخضر وعصير الزنجبيل والفلفل الأسود المطحون والسمسم المحمص والمطحون وزيت السمسم.
عادة ما يتم وضع اللحم البقري على السطح قبل عملية النقع، تم ينقع عصير الكمثرى الكورية عليه قبل الشوي.

### لحم الخنزير
بالنسبة لدوجي غالبي غوي («أضلع لحم الخنزير المشوية»)، يمكن أن تكون متبلة إما بصلصة الصويا (غانغ جانغ) أو معجون الفلفل الحار (غوشوجانغ). عادة ما يستخدم مشروب تشيونجو (نبيذ الأرز) في كلى النوعين من الصلصات لإزالة أي رائحة غير مرغوب فيها في اللحم.
إذا تم استخدامه، يتم تقطيع لحم كتف الخنزير إلى شرائح أكثر سمكًا من 2.5 سم في العرض. مع جروح أكثر عمقًا على السطح للسماح للصلصة باختراق اللحم.

### الشوي والتقديم
يعد الغالبي عادةً من قبل الزبناء أنفسهم، على المشاوي الموضوعة على الطاولات. يطهى اللحم لفترة قصيرة على نار متوسطة عالية مدهونة قليلا على فحم متوهج. خلال الشوي يتم نقع التتبيلة المتبقية لإخراج قشرة لامعة. أتناء طهيه، يتم تقطيع اللحم إلى قطع صغيرة على الشواية باستخدام مقص الطبخ، ثم يتم تقليبها حتى تنضج.
تلف قطع اللحم داخل أوراق الخس أو أوراق بريلا (kkaennip) أو غيرها من الخضروات الورقية.
عادةً ما تؤخذ لفة من الأوراق لصنع (ssam) حيت يوضع فيها قطعة من اللحم المشوي وصلصة سامجانغ والثوم سواء النيئ أو المشوي، وصلصة دوينجانغ المصنوعة من عجينة فول الصويا ومعجون الفلفل الحار.
ومثل الأطباق الرئيسية الكورية الأخرى، غالبا ما يرافق الغلبي باب بالأرز المطبوخ والأطباق الجانبية المعروفة باسم بانشان.